# شعب الهونزا
شعب الهونزا،  المعروف أيضا باسم البروشو، أو البوروشو، أو البوتراج هم مجموعة عرقية تعيش في وادي هنزه، ووادي ناغار ومقاطعة شترال، وفي أودية غلغت-بلتستان في شمال باكستان، كما توجد مجموعة أصغر منهم تقدر بحوالي 350 شخصا يعيشون في منطقة جامو وكشمير الهندية. وقد صنفت لغتهم، البروشسكية، على أنها لغة معزولة. بالرغم من أن أصولهم غير معروفة، فمن المرجح أن شعب الهونزا ينحدرون من السكان الأصليين الذين سكنوا شمال غرب الهند (باكستان اليوم)، ودفعتهم حركات الهجرة الهندوآرية التي وقعت في عام 1800 قبل الميلاد إلى استيطان موطنهم الحالي.

## نبذة تاريخية
قبيل العصر الحديث، كانت المنطقة التي يعيش فيها معظم شعب الهونزا الآن جزءا من ولاية شيترال (ولاية أميرية). كانت الدولة ملكية وراثية، تسيطر عليها أسرة كارور، ويرأسها «مير» (وهو لقب يترجم عادة على أنه ملك). في عام 1947، أصبحت جزءا من باكستان.
أدى تشييد طريق قراقرم السريع خلال السبعينات، إلى اتصال أوسع بالعالم الخارجي. وكان لدى العديد من التجار والوعاظ والسياح وغيرهم إمكانية جديدة للوصول إلى موطن شعب الهونزا، مما أدى فيما بعد إلى تغيير ثقافة المنطقة واقتصادها المحلي. يشتهر شعب الهومزا بحبهم للموسيقى والرقص، إلى جانب آرائهم التقدمية تجاه التعليم والمرأة.

## الهونزا

علم هونزا.

لقد تم دحض ادعاء متكرر على نطاق واسع بطول العمر الملحوظ لشعب الهونزا باعتبارهم أصحاب أسطورة طوال العمر، مستشهدا بعمر متوقع يبلغ 53 عاما للرجال و 52 عاما للنساء، ومع ذلك بانحراف معياري كبير. ولا يوجد دليل على أن متوسط العمر المتوقع لشعب الهونزا يفوق بكثير متوسط المناطق الفقيرة المعزولة في باكستان. والواقع أن مزاعم الصحة والحياة الطويلة كانت تستند دوماً تقريباً فقط إلى تصريحات المير المحلي (الملك). وأفاد صاحب البلاغ، وهو جون كلارك، الذي كان على اتصال كبير ومستمر بشعب بوروشو، بأنهم لكم يكونوا يتمتعون بصحة جيدة على وجه عام.
أبلغ كلارك ولوريمر عن أعمال عنف متكررة ومجاعة في منطقة هونزا.
سكان منطقة هونزا العليا، التي تسمى محليا «جوجال»، سكانها هم الذين انتقل أجدادهم من هونزا الأصلية للري، السقي، والدفاع عن الحدود مع الصين وأفغانستان. يتكلمون لهجة تسمى «واخی»، التي تأثرت بلغتي بروشسكي وباميري بسبب التقارب والاتصال بهذه المجتمعات الجبلية. ويعيش الناطقون بالشينا في هونزا الجنوبية. فقد جاؤوا من منطقتي «تشيلاس» وغلغت وغيرها من المناطق الناطقة باالشينا في باكستان.

## جامو وكشمير
تقيم أيضا مجموعة من 350 شخصا من شعب الهونزا في اللإقليم الاتحادي: جامو وكشمير. يتركزون أساسا في باتامالو، وكذلك في بوتراج موهالا، والتي تقع جنوب شرق هاري باربات. ينحدر مجتمع الهونزو من اثنين من الأمراء السابقين لولايتي هونزا وناغار الهنديتين البريطانيتين، الذين هاجروا مع عائلاتهم إلى هذه المنطقة في القرن التاسع عشر. وتعرف المجموعات الإثنية الأخرى في الولاية باسم البوتراج، وتعتنق الإسلام الشيعي. أيضا، الزواج المرتب أمر عرفي.
منذ تقسيم الهند في عام 1947، لم تكن جماعة الهونزو الهندية على اتصال مع الهونزو الباكستانيين. وقد منحتم حكومة الهندية صفة قبيلة، فضلا عن سياسة الحفاظ التي ابعتها الحكومة لحفظ مثل هذه الأقليات، وبالتالي، «معظم أفراد هذه الجماعة يعملون في وظائف حكومية». يتحدث شعب هونزا الهندي اللغة البروشسكية، المعروفة أيضاً باسم «خاجونا»، ولهجتهم المعروفة باسم جامو وكشمير بروشسكي المعروفة إختصارا بالإنجليزية، (JKB)، «شهدت عدة تغييرات تجعلها مختلفة بشكل منهجي عن لهجات بروشسكي الأخرى المنطوقة في باكستان». بالإضافة إلى ذلك، فإن العديد من أفراد شعب هونزا في جامو وكشميري متعددو اللغات، ويتكلمون أيضا الكشميري والهندوستاني، فضلا عن بالتي وشينا بدرجة أقل.

## علم الوراثة
شوهدت مجموعة متنوعة من مجموعات هابلوغروب (صبغي Y)، بين عينات عشوائية معينة من الناس في هونزا. وأكثرها شيوعاً هي أر1 أ1 وأر2 أ2، وهما مرتبطان بالشعوب الهندية الأوروبية وبالهجرة من العصر البرونزي إلى جنوب آسيا (3000 قبل الميلاد)، ومن المحتمل أنهما نشأتا إما في جنوب آسيا أو آسيا الوسطى أو إيران والقوقاز. أر2 أ2، خلافا لندرته علئلتها أر2، أر1 أ1 وغيرها من أنواع الهابلوغروب أر، أصبحت الآن مقتصرة تقريبا على جنوب آسيا. كما لوحظت من عينات قليلة سلالتان أخريان عادة في جنوب آسيا ، هما ه1 مجموعة الهابلوغروب ل3 مجموعة الهابلوغروب (التي تم تعريفها بطفرة M20 SNP).
وهناك مجموعات أخرى من الهابلوغراف التي تصل إلى ترددات كبيرة بين الهونزا هي جي2، المرتبطة بانتشار الزراعة في الشرق الأدنى الجديد ومنه، سي2، من أصل سيبيري، وربما تمثل أبوة جنكيز خان. وتوجد على تواتر أقل مجموعات الهابلوغروب، وسلالة شرق أوروآسيوية، وجماعات أبحاث كيو وب وف وج. وتجمع البحوث المتعلقة بالحمض الخلوي الصبغي (DNA) أسلاف الذكور لبعض سكان الهونزا مع متحدثين بلغات بامير ومجتمعات جبلية أخرى من مختلف الأعراق، ويرجع ذلك في المقام الأول إلى العلامة M124 (التي تعرف Y-DNA haplogup R2a)، التي تتواجد بتواتر مرتفع في هذه المجموعات السكانية. ومع ذلك، لديهم أيضا مساهمة في جينات شرق آسيا، مما يشير إلى أن بعض من أصولهم على الأقل يعود أصلها إلى شمال جبال الهيمالايا. لم يتم اكتشاف أي عنصر وراثي يوناني بين البوروشو في الاختبارات.

## التأثير في العالم الغربي
كتب المدافع عن الحياة الصحية «جي أي رودال»، كتاب بعنوان «شعب هونزا الأصحاء»، في عام 1948 أكد أن شعب الهونزا، الذين اشتهروا بطول العمر ووجود العديد من المعمرين، كانوا يعيشون طويلا لأنهم تناولتون الأطعمة العضوية والصحية، مثل المشمش المجفف واللوز، وكان لديهم الكثير من الهواء النقي وممارسة الرياضة. غالبًا ما ذكرهم في مجلته الوقاية كنموذج يحتذى به لفوائد اتباع أسلوب حياة صحي.
لقد مكث الدكتور جون كلارك بين شعب الهونزا لمدة 20 شهرا، وفي كتابه 1956 "مملكة الهيمالايا المفقودة"، يقول: "أود أيضاً أن أعرب عن أسفي للمسافرين الذين تعارضت انطباعاتهم مع تجربتي. في رحلتي الأولى عبر هونزا، اكتسبت تقريباً كل المفاهيم الخاطئة التي ارتكبوها: "شعب الهونزا الأصحاء، والمحكمة الديمقراطية، والأرض التي لا يوجد بها فقراء، وبالتالي، العيش المستمر لفترة طويلة بين شعب الهونزا، كفبل بالكشف عن المواقف الفعلية". وفيما يتعلق بالفهم الخاطئ عن صحة شعب هونزا، يكتب كلارك أيضاً أن معظم مرضاه أصيبوا بالملاريا، والعقم، والديدان، والتراخوما، وغير ذلك من الحالات الصحية التي يسهل تشخيصها وعلاجها بسرعة. في رحلتيه الأوليتين عالج 5684 مريض.
عدد أكتوبر 1953 من مجلة ناشيونال جيوغرافيك، كان يحتوي على مقال عن وادي نهر هونزا ألهم قصة كارل باركس ترالالا.
كتب مدرب يوغا أميركي يدعى «رينيه تايلور» عدة كتب في الستينيات من القرن الماضي، تعامل مع الهونزا كشعب مسالم طويل العمر.

## فهرس
- Underhill، Peter A. (2014)، "The phylogenetic and geographic structure of Y-chromosome haplogroup R1a"، European Journal of Human Genetics، ج. 23، ص. 124–131، DOI:10.1038/ejhg.2014.50، ISSN:1018-4813، PMC:4266736، PMID:24667786
- Underhill، Peter A. (2015)، "The phylogenetic and geographic structure of Y-chromosome haplogroup R1a"، European Journal of Human Genetics، ج. 23، ص. 124–131، DOI:10.1038/ejhg.2014.50، PMC:4266736، PMID:24667786

## روابط خارجية
- بشر هونزا
- شعب هونزا